# Maurice Ascalon
Maurice Ascalon (Fehérgyarmat Hungría, 1913 - Cuernavaca, 2003) fue un escultor nacido en Hungría y diseñador industrial que trabajó en la tendencia estilística del Art decó. Estudió en Bruselas y Milán, y vivió en Israel, Estados Unidos, y Cuernavaca, México.
Fue el padre de los escultores David Ascalon de Estados Unidos, y Adir Ascalon (que vivió en Cuernavaca y colaboró con el muralista mexicano David Alfaro Siqueiros).
Maurice Ascalon fue además abuelo del diseñador estadounidense Brad Ascalon.

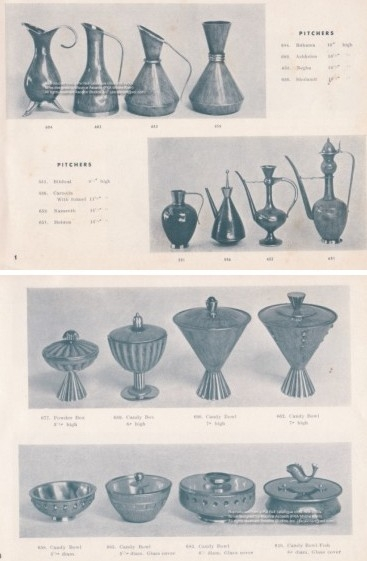
"Pal-Bell" Art Deco de Maurice Ascalon